# Las Pocitas
Las Pocitas es una playa peruana ubicada en el distrito de Máncora, perteneciente a la provincia de Talara del departamento de Piura, al norte del Perú. Forma parte de la caleta de Máncora, por el cual también se le llama Máncora Chico.

## Localización
Ubicada a 3km al suroeste del pueblo de Máncora, se caracteriza por las pozas naturales formadas por las líneas de rocas que se han formado en la costa, que mantienen empozada el agua de mar.

## Demografía
En el 2017 Las Pocitas tenía una población de 99 habitantes según el INEI.
| Gráfica de evolución demográfica de Las Pocitas entre 1993 y 2017 |
|                                                                   |
| Fuentes: Población 1993 y 2017                                    |

## Clima
La temperatura en pocitas oscila entre 27 °C y 23 C° durante los meses de verano (de diciembre a abril) y el resto del año entre los 22 °C y 19 °C. Las Pocitas se caracteriza por sus aguas de color verdi-azul (en verano) y turquesa (invierno)(profundamente azules durante las mañanas sobre todo). Es, además, la playa donde se ubican los hoteles, restaurantes y casas más caras de la caleta.